# توني فويدياس
توني فويدياس ريبيرا (بالإسبانية: Toni Fuidias Ribera؛ مواليد 15 أبريل 2001) هو لاعب كرة قدم إسباني يلعب كحارس مرمى مع نادي جيرونا.

## مسيرته الكروية
بعد أن أمضى السنوات الأولى من مسيرته في ريال مدريد كاستيا، انتقل إلى جيرونا في صيف عام 2022.

## الإحصائيات

### النادي
آخر تحديث 26 مايو 2022.
| النادي            | الموسم   | الدرجة                           | الدرجة | الدرجة  | الكأس  | الكأس   | أوروبا | أوروبا  | أخرى   | أخرى    | المجموع | المجموع |
| النادي            | الموسم   | الدرجة                           | الظهور | الأهداف | الظهور | الأهداف | الظهور | الأهداف | الظهور | الأهداف | الظهور  | الأهداف |
| ----------------- | -------- | -------------------------------- | ------ | ------- | ------ | ------- | ------ | ------- | ------ | ------- | ------- | ------- |
| ريال مدريد كاستيا | 2020–21  | الدوري الإسباني الدرجة الثانية ب | 16     | 0       | 0      | 0       | –      | –       | 0      | 0       | 16      | 0       |
| ريال مدريد كاستيا | 2021–22  | الدوري الإسباني الدرجة الثانية ب | 23     | 0       | 0      | 0       | –      | –       | 0      | 0       | 23      | 0       |
| ريال مدريد كاستيا | المجموع  | المجموع                          | 39     | 0       | 0      | 0       | 0      | 0       | 0      | 0       | 39      | 0       |
| الإجمالي          | الإجمالي | الإجمالي                         | 39     | 0       | 0      | 0       | 0      | 0       | 0      | 0       | 39      | 0       |

## الإنجازات
ريال مدريد
- الدوري الإسباني: 2021–22[4]
- كأس السوبر الإسباني: 2021–22[5]
- دوري أبطال أوروبا: 2021–22[6]

## وصلات خارجية
- توني فويدياس على موقع الاتحاد الأوربي (الإنجليزية)
- توني فويدياس على موقع قاعدة بيانات كرة القدم.إي يو (الإنجليزية)
- توني فويدياس على موقع Soccerway.com (الإنجليزية)